# Acritispa dilatata
Acritispa dilatata es una especie de coleóptero de la familia Chrysomelidae descrita en 1932 por Uhmann.